# 關根明子 (配音員)
關根明子（日语：／ Sekine Akiko，1959年10月5日—2025年8月1日），日本女性配音員、旁白。出身於東京都中央區勝鬨。RME所屬。身高162cm。A型血。丈夫柴田秀勝也從事配音工作。

## 人物簡介
本名柴田 明子（しばた あきこ）。青二塾東京校第6期畢業。以前經歷青二Production，2020年4月1日現在是RME所屬。
為人熟悉的代表配音作品有動畫《魔法使莎莉 (第2作)》的歐蒂尼；遊戲《純愛手札》的如月未緒和《卒業 ～Graduation～》的加藤美夏。
興趣：旅行、園地栽培、游泳、高爾夫。特長：料理。
2023年被診斷出患有食道癌，並反覆出入醫院。2025年8月1日22時左右（JST），因轉移性腦瘤於東京都內的醫院逝世，享壽65歲。8月2日，經紀公司RME發佈訃告。

## 演出作品
※粗體字表示說明飾演的主要角色。

### 電視動畫
1989年
- 魔法使莎莉 (1989年版)（春之女神、歐蒂尼）

1991年
- 蓋特機器人號（新聞主播）

1992年
- 裝甲拯救隊（母親）
- 神采飛揚（高刀柾的母親）

1993年
- 足球風雲（平松靜子）
- GS美神（綾的母親）
- 小小男子漢（春美的母親、主婦）

1995年
- 世界名作童話系列 Wao！童話王國（日语：世界名作童話シリーズ ワ〜ォ!メルヘン王国）（阿姨、王妃、皇妃）

2008年
- 旁邊的兒童 我的火腿組（日语：はたらキッズ マイハム組）（紫蘭）

2012年
- 爆丸Battle Brawlers Gundalian Invaders（科德·夏娃）

### OVA
1988年
- 哭泣殺神（觀眾）

1991年
1992年
- 永遠的菲蕾娜（日语：永遠のフィレーナ）（王妃）

1999年
- 純愛手札（如月未緒）

### 遊戲
1989年
- 迷宮探險家盟約之門III（日语：ダンジョンエクスプローラー）（女神艾莉絲）

1991年
- 淑女魅影（日语：レディファントム）（伊蕾德、索菲雅）

1992年
- 卒業 ～Graduation～（加藤美夏〈初代〉）
- Schwarzschild II（日语：シュヴァルツシルト (ゲーム)）

1993年
- 人造人009（姊姊）
- Dungeon Explorer II（日语：ダンジョンエクスプローラーII）（女神艾莉絲）
- 天外魔境 風雲歌舞伎傳（日语：天外魔境 風雲カブキ伝）（喬伊爾）

1994年
- 純愛手札（如月未緒）

1996年
- 純愛遊俠 ～永恆微笑～（日语：ブルーブレイカー 〜剣よりも微笑みを〜）

1998年
- G.A.S.P!! ～Fighter'sNEXTream～（飛勇瀨里奈）

1999年
- （神崎）

### 外語配音

#### 電影／電視影集
| 作品年份 | 作品名稱 | 配演角色                     | 演員      | 媒介           |
| -------- | -------- | ---------------------------- | --------- | -------------- |
| 1942     | 鴛夢重溫 | 寶拉·瑞基威〈瑪格麗特·漢森〉 | 葛麗·嘉遜 | PD-DVD版本     |
| 1985     | 都市奇俠 | 母親                         | －        | 名古屋電視台版 |

### CD
- 卡式錄音帶書 泉幻戰記 鳴動篇（日语：若木未生）（叶省吾的母親）
- CD廣播劇 稍微帶點色情的恐怖驚魂夜（香山春子）
- CD劇場 勇者鬥惡龍（日语：CDシアター ドラゴンクエスト）
  - CD劇場 勇者鬥惡龍IV（妮妮）
  - CD劇場 世界樹與不可思議的迷宮（妮妮）
- 純愛手札系列（如月未緒）
  - CD廣播劇 純愛手札系列
  - Stereo Drama 更多純愛手札系列
  - 純愛手札 FANTASIC 聖誕派對
  - 純愛手札 Vocal Best Collection
  - 純愛手札 Vocal Best Collection3
  - 純愛手札 Vocal Best Collection Encore Special

### 電視劇
- 妖話（日语：妖ばなし）　第39話（2018年，TOKYO MX）－北見

### 旁白
- NHK新聞早安日本（解說專區旁白）
- 便利大自然
- 「電視連續劇小說 櫻花」節目宣傳
- 教育TODAY
- 趣味悠悠 ～簡單畫圖～ 狗是最重要的夥伴
- 中學物理特別系列旁白
- 韓國點描
- 美好庭園生活（日语：素敵にガーデニングライフ）
- 「父旅」秋山仁·唐十郎
- BS辯論 面對少子化
- BS POWER UP！能源未來塾2006
- NNN新聞 PLUS1（日语：NNNニュースプラス1）（解說專區旁白）
- THE WIDE（日语：ザ・ワイド）（解說專區旁白）
- 動物奇想天外！（日语：どうぶつ奇想天外!） 第295集
- JNN新聞之森（日语：JNNニュースの森）（解說專區旁白）
- BROAD CASTER（日语：ブロードキャスター）（解說專區旁白）
- FNN超級新聞（日语：FNNスーパーニュース）（解說專區旁白）
- （解說專區旁白）
- 皇室特別節目
- 小報TV（日语：タブロイドTV）
- WIDE！SCRAMBLE（日语：ワイド!スクランブル） 特別節目（解說專區旁白）
- 次郎長的素顏
- 熱情的系譜
- 至福的溫泉旅館
- 施米特的京都之旅
- So-net Channel（日语：アジアドラマチックTV★So-net）
- 工匠氣息的傳授
- 國家地理頻道「生命誕生」
- 國家地理頻道「煥然一新的黑猩猩」
- 堀内孝雄（日语：堀内孝雄）CD 與月亮「花束」說話
- 吉卜利繪職人 男鹿和雄展DVD
- 電影「檸檬時期（日语：檸檬のころ）」導覽DVD

### 舞台
- 青山二丁目劇場 Voice Fair 2004「桃太郎傳說異聞」
- 青山圓形劇場
- 青山圓形劇場
- 「雪女」巡迴公演
- 「Little Yankees」東京藝術劇場小館

### 廣告
- 日本煙草產業  海鳥的未來和我們的未來
- 多摩技術（日语：多摩テック） 天然溫泉
- K.K. DeAgostini Japan（日语：デアゴスティーニ・ジャパン）週刊 服部幸應的幸福料理

### 廣播劇
- 人造人009 誕生篇（希爾達）

## 腳註

## 外部連結
- 青二Production公式官網的聲優簡介 （页面存档备份，存于）
- RME公式官網的聲優簡介 （页面存档备份，存于） （日語）
- 關根明子－日本藝人名鑑 （日語）
- 關根明子－Talent Date Bank （页面存档备份，存于） （日語）
- 關根明子的X（前Twitter） （日語）